# 아르트빈주

아르트빈주의 위치

아르트빈주(튀르키예어: Artvin ili)는 튀르키예 북동부와 흑해 연안에 위치한 주로, 흑해 지역에 속한다. 주도는 아르트빈이며 면적은 7,436km2, 인구는 191,934명(2007년 기준), 자동차 번호는 08번, 시외전화 지역번호는 0466번이다. 조지아와 국경을 접하며 8개 군을 관할한다.